# Gai Fundani Fúndul
Gai Fundani Fúndul (en llatí Caius Fundanius C. F. Q. N. Fundulus) va ser un magistrat romà del segle iii aC. Formava part de la gens Fundània, una gens romana d'origen plebeu.
Va ser edil plebeu l'any 246 aC i va acusar Clàudia, una de les filles d'Appi Claudi Cec, amb el suport del seu col·lega Tiberi Semproni Grac. La noia, sortint d'uns jocs es va veure atabalada per la multitud i va dir en veu alta que li hauria agradat que el seu germà Publi Claudi Pulcre hagués estat viu perquè organitzés una altra flota per perdre-la, i així disminuiria el nombre de persones. Després d'una forta oposició per part de la gens Clàudia i de totes les seves connexions, finalment només va ser condemnada a una multa amb la quantia de la qual es va construir el Temple de la Libertas a l'Aventí. Ciceró explica una història diferent i diu que l'acusat va ser Publi Claudi Pulcre, el fill d'Appi Claudi Cec (i no Clàudia) i l'acusació va ser d'impietat per fer una batalla en contra dels auspicis i ser derrotat a Drèpana.
Va ser elegit cònsol l'any 243 aC i enviat a Sicília a lluitar contra Amílcar Barca que ocupava la ciutat d'Erix. Amílcar va demanar una treva per enterrar els morts i Fundani li va contestar que valia més demanar una treva pels vius i va rebutjar la petició. Quan més tard Fundani va fer una proposta de treva per recollir els seus morts a Amílcar, aquest li va concedir dient que ell no combatia contra els morts.